# Rocco Perla
Rocco Perla (Roma, 31 marzo 2002) è un hockeista su ghiaccio italiano con cittadinanza finlandese, di ruolo portiere.

## Palmarès

### Club
- Coppa Italia: 1

Varese: 2022-23
- Italian Hockey League: 1

Varese: 2022-2023

### Individuale
- MVP Coppa Italia: 1

2022-23
- Miglior portiere della Coppa Italia: 1

2022-23